# Caernarfon
Caernarfon ([kaɨrˈnarvɔn]ⓘ también en las formas inglesas Ca(e)rnarvon) es la capital del condado de Gwynedd, en el noroeste de Gales. Según el censo de 2011, tenía 9.615 habitantes, de mayoría de habla galesa (más del 85-86 %), y en un estimación en 2016 hay actualmente una población de 9763 habitantes.

## Historia

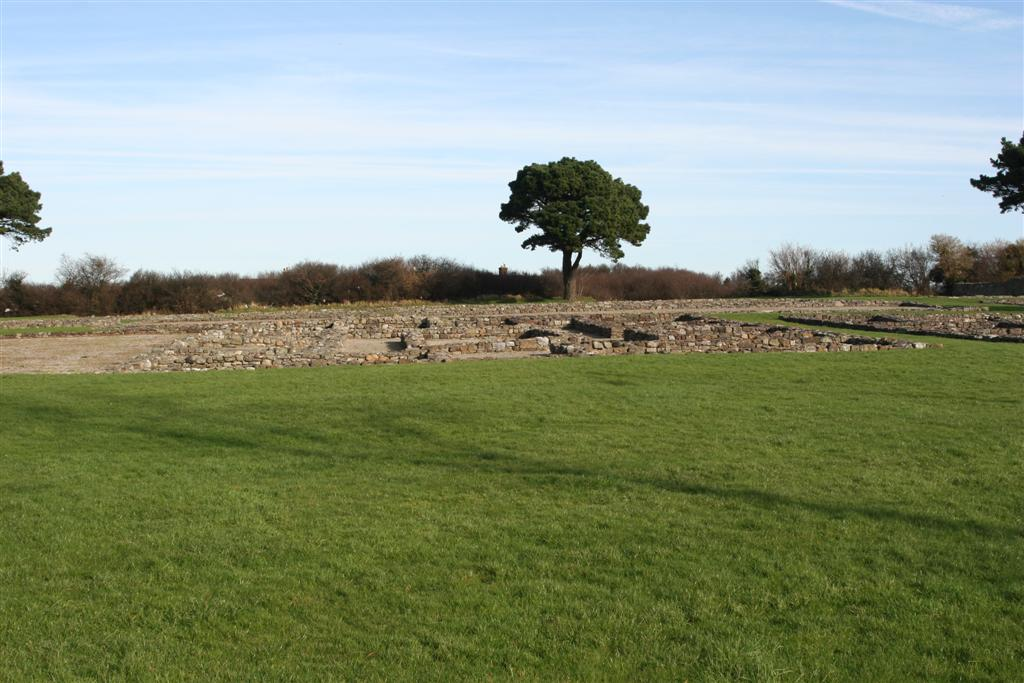
Vista de las ruinas de Segontium.

El nombre procede del galés Caer yn Arfon ("castillo en Arfon"), haciendo referencia a un fuerte romano de nombre Segontium. Arfon significa "(la región) antes de Anglesey". Así pues la ciudad de Caernarfon tiene su origen el fuerte romano de Segontium, cuyas ruinas se conservan en una colina al sureste de la ciudad actual. Segontium fue construido por Cneo Julio Agrícola por los alrededores del año 77. Era la fortaleza principal de los romanos en el norte de Gales y podía albergar un millar de soldados de infantería auxiliar. Estaba situado en un promontorio con buena visibilidad sobre el estrecho de Menai. Recibió su nombre, probablemente, del río Seiont, el estuario del que baña el castillo de Caernarfon. Pasada la retirada de las tropas romanas (por los alrededores del año 385), la fortaleza pasó a manos de caudillos locales. Probablemente en el siglo V se construyó una iglesia católica. El paso de los normandos (en el siglo XI) fue breve, pero marcado por el levantamiento de una primera construcción defensiva en la forma de un castillo de capellón y patio.
Poco después de la conquista de Gales por Eduardo I de Inglaterra, se levantó un gran castillo alrededor de un terraplén, con un pueblo amurallado adyacente. El arquitecto del rey, James of Saint George, levantó los muros del castillo a imagen de los de Constantinopla, conocedor, posiblemente del nombre alternativo galés, Caer Gystennin; además de que el rey Eduardo apoyaba las cruzadas. El Castillo de Caernarfon se convirtió, de alguna forma, en un símbolo de la dominación inglesa.
La villa, a la que se le concedió una carta de derechos en 1284, fue designada capital de Gales del Norte, y fue el lugar donde el hijo de Eduardo I, el príncipe de Gales y más tarde rey Eduardo II de Inglaterra nacería en 1284.
El castillo y las murallas de la ciudad están excepcionalmente bien preservadas y se han convertido en un atractivo turístico.

## Demografía
Caernarfon tiene el mayor porcentaje de hablantes de galés del Reino Unido. De los 9.611 habitantes del censo de 2001, un 86,1% de la población hablaba el idioma galés, con el mayor porcentaje de hablantes en la franja de los 10 a los 14 años, con un 97,7% de personas que lo hablaban frecuentemente. La ciudad es en la actualidad un foco nacionalista en Gales.
Los habitantes de Caernarfon reciben el apelativo de Cofis. Esta palabra también designa el dialecto local, una mezcla de palabras y construcciones galesas e inglesas.

## Investiduras
En 1911, David Lloyd George, entonces parlamentario electo por el distrito, concibió la idea de investir al nuevo Príncipe de Gales en el Castillo de Caernarfon, con el ánimo de que el hecho ayudara a pacificar los nacionalistas galeses, al tiempo que potenciara el sentimiento probritánico. La ceremonia se hizo el 13 de julio, con toda la familia real en una de sus muy infrecuentes visitas al País, y el futuro Rey Eduardo VIII fue debidamente investido.
El 1 de julio de 1969, una nueva investidura tuvo lugar en el castillo de la ciudad, esta vez en la persona del Príncipe Carlos. A pesar de las amenazas y las protestas de los sectores nacionalistas, la ceremonia transcurrió sin incidentes. El único hecho luctuoso fue la muerte de dos miembros del Mudiad Amddiffyn Cymru (Movimiento de Defensa Galés), Alwyn Jones y George Taylor, cuando explotó prematuramente una bomba que querían poner a la vía del tren en Abergele para detener el convoy real.

## Transportes

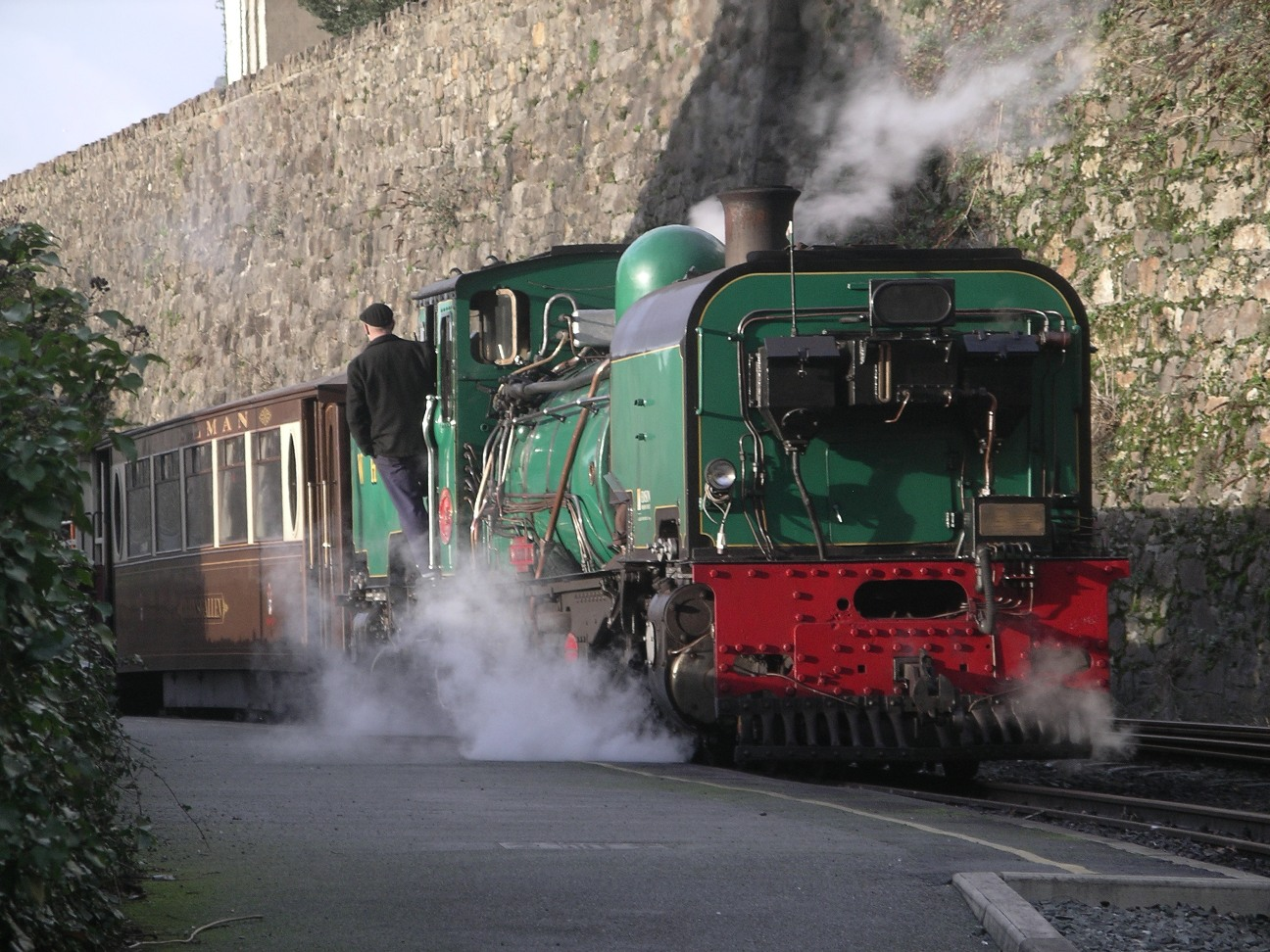
Tren de la Welsh Highland Railway en la estación de Caernarfon.

La estación de tren de Saint Helen's Road' es la cabecera del tren de vía estrecha Welsh Highland Railway. Caernarfon también fue un puerto importante cuando exportaba la pizarra de las canteras de Dyffryn Nantlle (valle del Nantlle). A 7,4 km al suroeste de la ciudad hay un aeropuerto de pequeñas dimensiones, dedicado a vuelos de placer y de instrucción, y con un pequeño museo dedicado a la aviación.

## Cultura
La ciudad ha sido sede del Eisteddfod Nacional de Gales de los años 1862, 1894, 1906, 1921, 1935, 1959 y 1979, además de los extraoficiales de 1877 y 1880.
En 1955, Caernarfon reclamó el título de "Capital de Gales" basándose en argumentos históricos. Cardiff ganó abrumadoramente la votación que hicieron varios entes locales del país (136 a 11) y se convirtió, así, en la primera capital oficial de Gales.
La población tiene un pequeño puerto y una playa, galardonada con la Bandera Azul en Victoria Harbour. Acoge también el museo del regimiento de los Fusileros Reales de Gales (Royal Welch Fusiliers).
La ciudad es sede del equipo de fútbol Caernarfon Town Football Club.

## Hermanamientos
- Landerneau - Francia
- Trelew - Argentina[10]

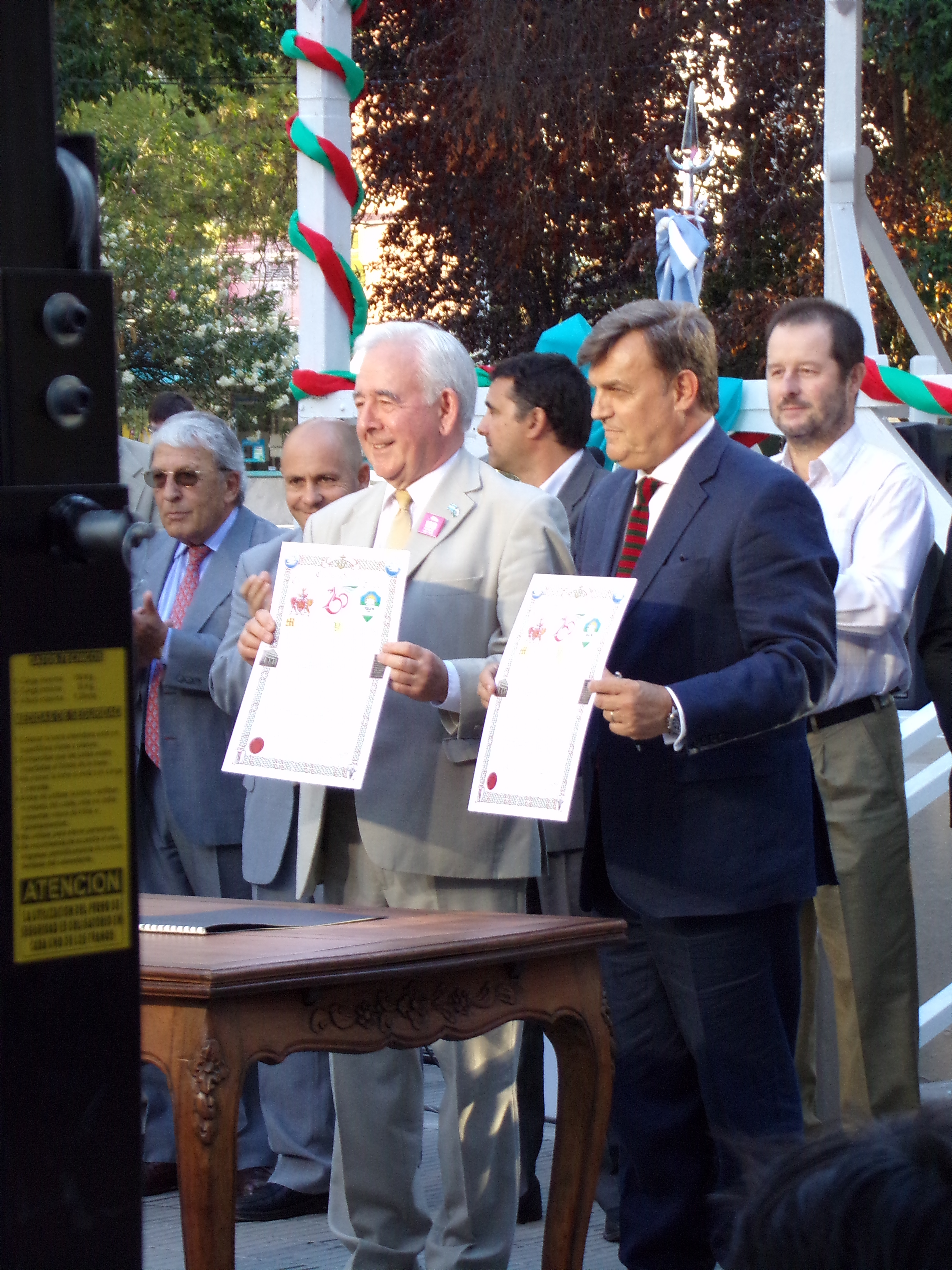
Presentación del acuerdo de hermanamiento entre Trelew y Caernarfon. Más fotos en Wikimedia Commons.

En enero de 2015 en la Patagonia Argentina surgió la propuesta de hermanar la ciudad de Trelew con Caernarfon, donde nació Lewis Jones, idealizador de la colonización galesa en Argentina con el motivo de la celebración de los 150 años de dicha colonia. El acuerdo quedó concretado el 28 de febrero ante la presencia de Dafydd Wigley, quien participó como representante de Caernarfon y presidente honorario de la Sociedad Gales-Argentina. Hacia fines de enero, las autoridades de Caernarfon ya habían firmado el acuerdo. Este fue redactado tanto en idioma galés como en idioma español como eran los antiguos documentos de la colonia.

## Personas destacadas
- Eduardo II de Inglaterra (1307-1327), príncipe de Gales y rey de Inglaterra.
- Lewis Jones (1836-1904), uno de los fundadores de la colonia galesa en la Patagonia Argentina.[13]
- Dafydd Wigley (1943-), político del Plaid Cymru y legislador. Reprensentó a Caernarfon ante el Parlamento Británico. Es ciudadano ilustre de la ciudad.[10][14]